# 彼得·托什
温斯顿·休伯特·麦金托什（英語：Winston Hubert McIntosh；1944年10月19日—1987年9月11日），艺名彼得·托什（英語：Peter Tosh），牙买加雷鬼音乐家。他与巴布·馬利和邦尼·韦勒同为The Wailers（1963年-1976年）的核心成员，之后成为独唱艺人和拉斯塔法里运动的推动者。1987年，彼得·托什在一次入室抢劫中遇害。

## 个人生活

### 宗教
20世纪60年代末，彼得·托什与巴布·馬利和邦尼·韦勒一同成为拉斯塔法里教的忠实信徒。

### 独轮车
离开The Wailers乐队后，彼得·托什对独轮车产生了兴趣，并成为了一名独轮车骑手。他经常骑着独轮车上台表演，逗乐观众。

### 家庭
彼得·托什的女友伊冯（Evonne）在1973年的一场车祸中丧生。1982年，彼得·托什开始与玛琳·布朗（Marlene Brown）交往并结婚。托什育有十个孩子，包括安德鲁 (Andrew)、贾瓦拉（Jawara）、奥尔德丽娜（Aldrina）和幺女妮安贝（Niambe）。